# Stuart Immonen

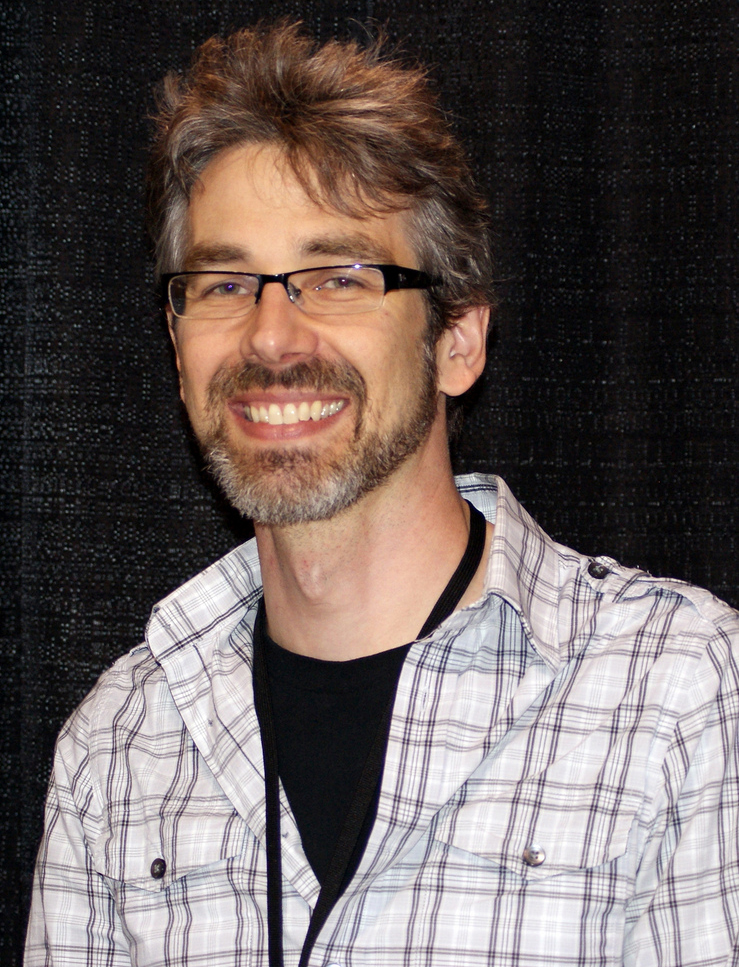
Stuart Immonen (2011)

Stuart Immonen ist ein kanadischer Comiczeichner und -autor.

## Leben und Arbeit
Nach dem Studium an der Universität Toronto begann Immonen, sich als hauptberuflicher Comiczeichner zu betätigen. Seine erste veröffentlichte Arbeit war dabei die 1988 im Selbstverlag publizierte Comicserie Playground, die Immonen mehrere Aufträge kleinerer Verlage einbrachte.
Ab 1993 folgten schließlich Aufträge der führenden amerikanischen Comicverlage DC-Comics und Marvel Comics. Den Schwerpunkt von Immonens Arbeit in der zweiten Hälfte der 1990er Jahre bildete dabei die Arbeit an der traditionsreichen Figur des Comichelden Superman, an der er zwischen 1994 und 1999 mehr als fünf Jahre lang arbeitete. Den Beginn seiner Arbeit an Superman markierte eine dreijährige Tätigkeit als Zeichner von in der Serie Adventures of Superman veröffentlichten Geschichten, die zumeist von Karl Kesel verfasst wurden. 1997 übernahm Immonen als Nachfolger von David Michelinie den Job des Autors der Action Comics, einer weiteren Serie mit Geschichten über die Abenteuer des Superman-Charakters, die er knapp zwei Jahre lang bis 1999 schrieb. In Personalunion besorgte er dabei die Zeichnungen für seine Geschichten meist selbst. Den Abschluss seiner Arbeit an Superman bildete der zum Jahreswechsel 1999/2000 veröffentlichte Comicroman Superman: End of Century.
Weitere Arbeiten für DC in den 1990er Jahren waren Zeichnerjobs für die Science-Fiction-Serie Legion of Super Heroes und die vierteilige „Event“-Miniserie Final Night von 1996, die sich mit dem Gedanken befasst, welche Folgen ein Erlöschen der Sonne für die Menschheit hätte.
Nach seinem Wechsel zu Marvel Comics zeichnete Immonen für Serien wie X-Men, Ultimate X-Men, Ultimate Fantastic Four, Hulk und Ultimate Spider-Man. Häufigster künstlerischer Partner Immonens bei Marvel war der Autor Warren Ellis. Im ersten Jahrzehnt des 21. Jahrhunderts tat Immonen sich durch von ihm gemeinsam mit seiner Frau Kathryn Immonen verfasste Web-Comics und Arbeiten für die Verlage Top Cow und Image Comics hervor.